# Jan Czarnecki (generał)
Jan Czarnecki (ur. 25 czerwca 1919 w Zarębicach, zm. 17 czerwca 1979 w Olsztynie) – generał brygady WP.

## Życiorys
Skończył 6 klas gimnazjum we Włodzimierzu Wołyńskim. Był członkiem ZMW „Wici”. W lutym 1940 deportowany do obwodu archangielskiego, gdzie był robotnikiem leśnym. We wrześniu 1941 przeniesiony do Saratowa, gdzie kierował brygadą ochotniczą w kołchozie. Od początku 1943 był robotnikiem na plantacji ryżu w Kazachstanie. 
W maju 1943 wstąpił do Polskich Sił Zbrojnych w ZSRR. Dowódca drużyny i celowniczy rkm w 3 pp, w 1 DP, uczestnik bitwy pod Lenino, gdzie został lekko ranny w nogę. W październiku 1944 ukończył kurs chorążych w Mińsku Mazowieckim, następnie mianowany oficerem personalnym Zarządu Polityczno-Wychowawczego 3 Armii WP w Tomaszowie Lubelskim, w grudniu 1944 przeniesiony do 2 Armii WP jako sekretarza wydziału polityczno-wychowawczego w 10 DP. Uczestnik walk nad Odrą i Nysą Łużycką i pod Dreznem.
Od grudnia 1945 kierował kancelarią Zarządu Polityczno-Wychowawczego Sztabu IV Okręgu Wojskowego w Katowicach. W 1946 na kursie dowódców kompanii w Centrum Wyszkolenia Piechoty w Rembertowie. 1947-1948 studiował na Wydziale Administracyjnym Akademii Nauk Politycznych w Warszawie.
Od kwietnia 1949 kierownik sekcji szkolenia oficerów rezerwy w Dowództwie Wojsk Lądowych. 1950-1951 na kursie dowódców pułku w Wyższej Szkole Piechoty w Rembertowie. Od lipca 1951 dowódca 2 pp w Skierniewicach, a od września 1952 szef sztabu 25 DP w Siedlcach.
W listopadzie 1953 został dowódcą 22 DP w Giżycku. W latach 1954–1956 dokształcał się w Akademii Sztabu Generalnego Sił Zbrojnych ZSRR im. K. Woroszyłowa w Moskwie, po powrocie został dowódcą 21 DP w Lidzbarku Warmińskim, a w czerwcu 1957 dowódcą 15 Dywizji Zmechanizowanej w Olsztynie. 
W październiku 1958 awansowany na generała brygady. Od sierpnia 1963 szef Wojewódzkiego Sztabu Wojskowego w Olsztynie.
W lipcu 1970 na wniosek I sekretarza Komitetu Wojewódzkiego PZPR w Olsztynie minister obrony narodowej gen. broni Wojciech Jaruzelski odwołał go ze stanowiska szefa WSzW, proponując analogiczne stanowisko w Zielonej Górze. Gdy gen. Czarnecki odmówił ze względów rodzinnych, został ukarany usunięciem z zawodowej służby wojskowej i 17 sierpnia 1971 przeniesiony do rezerwy. Później był kierownikiem Sekretariatu Wojewódzkiego Komitetu Obrony w Olsztynie.
Spoczywa na cmentarzu komunalnym w Olsztynie (kw. 1 rząd 2 grób 1).

## Awanse
W trakcie wieloletniej służby w ludowym Wojsku Polskim otrzymywał awanse na kolejne stopnie wojskowe:
- chorąży - 1944
- podporucznik - b.d.
- porucznik - 1945
- kapitan - 1946
- major - 1948
- podpułkownik - 1952
- pułkownik - 1955
- generał brygady - 1958

## Odznaczenia
- Order Virtuti Militari V klasy (1968)
- Krzyż Oficerski Orderu Odrodzenia Polski (1963)
- Krzyż Kawalerski Orderu Odrodzenia Polski (1958)
- Srebrny Krzyż Zasługi (1949)
- Srebrny Medal „Zasłużonym na Polu Chwały” – dwukrotnie (1945 i 1948)
- Medal za Odrę, Nysę, Bałtyk (1945)
- Medal 10-lecia Polski Ludowej
- Medal 30-lecia Polski Ludowej
- Złoty Medal „Siły Zbrojne w Służbie Ojczyzny” (1958)
- Medal „Za udział w walkach o Berlin” (1968)
- Srebrny Medal „Za zasługi dla obronności kraju” (1968)
- Odznaka honorowa „Zasłużony dla Warmii i Mazur” (1960)[3]
- Krzyż Wojenny Czechosłowacki 1939 (1948)
- I inne